# Belgische kwalificatie voor het Europees kampioenschap voetbal 1976
België nam van september 1976 tot november 1977 deel aan de kwalificatiecampagne voor het EK 1976 in Joegoslavië. Onder leiding van bondscoach Raymond Goethals werden de Witte Duivels eerste in hun groep, waardoor ze het vervolgens in de kwartfinale mochten opnemen tegen Nederland. België verloor zowel de heen- als terugwedstrijd tegen Oranje. Omdat de kwartfinales van het EK in 1976 geen deel uitmaakten van het eindtoernooi in Joegoslavië wist België zich dus niet te kwalificeren voor het EK.

## Kwalificatie
De kwalificatiecampagne voor het EK in Joegoslavië begon op 8 september 1974 met een uitwedstrijd tegen IJsland. De Belgen wonnen het duel met 0–2 dankzij een doelpunt van Wilfried Van Moer en een late strafschop van Jacques Teugels en kwamen zo meteen aan de leiding in groep 7. Een maand later wonnen de Duivels in het Heizelstadion met 2–1 van Frankrijk. Maurice Martens bracht de Belgen al snel op voorsprong, maar slechts enkele minuten later maakte Frankrijk opnieuw gelijk. In de tweede helft sleepte François Van der Elst alsnog een overwinning uit de brand. Daardoor had het team van bondscoach Raymond Goethals al na twee speelrondes twee punten voorsprong op eerste achtervolger Oost-Duitsland (DDR). Op 7 december 1974 volgde in Leipzig het duel tegen de Oost-Duitsers, dat eindigde in een scoreloos gelijkspel.
In de terugronde wonnen de Belgen opnieuw van IJsland. Raoul Lambert zorgde net voor de rust voor het enige doelpunt. Enkele weken later kwam Oost-Duitsland op bezoek. De Duivels verloren het duel met 1–2, waardoor ze nog niet zeker waren van een plaats in de kwartfinale. Op 15 november 1975 had België in het Parc des Princes genoeg aan een scoreloos gelijkspel tegen de Fransen om de groepszege veilig te stellen.
In het voorjaar van 1976 mochten de Duivels het in de kwartfinale opnemen tegen Nederland, dat twee jaar eerder nog de WK-finale bereikt had. In de aanloop naar de Derby der Lage Landen verklaarde Gilbert Van Binst in de pers dat hij niet 'op zijn eigen portemonnee zou trappen'. De rechtsachter van RSC Anderlecht bedoelde daarmee dat hij niet van plan was om de Nederlandse linksbuiten Rob Rensenbrink hard aan te pakken aangezien die een belangrijke ploeggenoot van hem was bij Anderlecht, met wie hij begin mei 1976 de finale van de Europacup II zou spelen. Goethals schoof Van Binst door naar het centrum van de verdediging en liet vervolgens de net geen 22-jarige Eric Gerets starten als rechtsachter. Ook middenvelder Jan Verheyen, die op dat ogenblik voor derdeklasser Union Saint-Gilloise uitkwam, kreeg een basisplaats. In doel kreeg de niet helemaal fitte Christian Piot de voorkeur op Jean-Marie Pfaff. Goethals reageerde op de keeperskwestie met de woorden 'beter een halve Piot dan een hele Pfaff'.
De keuzes van Goethals pakten niet goed uit. De heenwedstrijd in De Kuip in Rotterdam werd met 5–0 verloren na onder meer een hattrick van Rensenbrink, die geen kind had aan Gerets. In de overbodig geworden terugwedstrijd mocht Pfaff wel starten. België kwam via Roger Van Gool op voorsprong, maar verloor uiteindelijk nog met 1–2 na onder meer een lobdoelpunt van Johan Cruijff. Na de uitschakeling werd Goethals als bondscoach vervangen door Guy Thys en ondergingen de Duivels een generatiewissel. Onder meer Paul Van Himst, Raoul Lambert, Jacques Teugels, Wilfried Puis, Christian Piot en Wilfried Van Moer verdwenen in de jaren na de EK-kwalificatiecampagne, al dan niet tijdelijk, bij de nationale ploeg.

### Kwalificatieduels

#### Groepsfase
| 8 september 1974  | IJsland                        | 0 – 2 | België                         |
| 12 oktober 1974   | België                         | 2 – 1 | Frankrijk                      |
| 7 december 1974   | Duitse Democratische Republiek | 0 – 0 | België                         |
| 6 september 1975  | België                         | 1 – 0 | IJsland                        |
| 27 september 1975 | België                         | 1 – 2 | Duitse Democratische Republiek |
| 15 november 1975  | Frankrijk                      | 0 – 0 | België                         |

#### Stand groep 7
| Nr. | Land                           | GW | W | G | V | DV | DT | DS | Ptn |
| --- | ------------------------------ | -- | - | - | - | -- | -- | -- | --- |
| 1   | België                         | 6  | 3 | 2 | 1 | 6  | 3  | +3 | 8   |
| 2   | Duitse Democratische Republiek | 6  | 2 | 3 | 1 | 8  | 7  | +1 | 7   |
| 3   | Frankrijk                      | 6  | 1 | 3 | 2 | 7  | 6  | +1 | 5   |
| 4   | IJsland                        | 6  | 1 | 2 | 3 | 3  | 8  | –5 | 4   |

#### Kwartfinale
| 25 april 1976 | Nederland | 5 – 0 | België    |
| 22 mei 1976   | België    | 1 – 2 | Nederland |

## Technische staf
|                 |                         |               |
| Functie         | Naam                    | Nationaliteit |
| Bondscoach      | Raymond Goethals (foto) | België        |
| Assistent-coach | Julien Labeau           | België        |

## Uitrustingen
Sportmerk: adidas
| Thuis | Uit |

## Doelpuntenmakers
| Naam                  | Goals | GW |
| --------------------- | ----- | -- |
| Jacques Teugels       | 1     | 7  |
| Maurice Martens       | 1     | 6  |
| Raoul Lambert         | 1     | 5  |
| François Van der Elst | 1     | 5  |
| Roger Van Gool        | 1     | 3  |
| Wilfried Van Moer     | 1     | 2  |
| Wilfried Puis         | 1     | 1  |

KBVB · A-internationals · Selecties · Statistieken · Bondscoaches · Belgisch vrouwenelftal · Olympisch elftal · België U21 · België U20 · België U19 · België U18 · België U17 · België U16 · Vrouwen U19 · Vrouwen U17
Albanië ·
Algerije ·
Andorra ·
Argentinië ·
Armenië ·
Australië ·
Azerbeidzjan ·
Bosnië en Herzegovina · 
Brazilië ·
Bulgarije ·
Burkina Faso ·
Canada ·
Chili ·
Colombia ·
Costa Rica ·
Cyprus ·
DDR ·
Denemarken ·
Duitsland ·
Egypte ·
El Salvador ·
Engeland ·
Estland ·
Faeröer ·
Finland ·
Frankrijk ·
Gabon ·
Gibraltar ·
Griekenland ·
Hongarije ·
Ierland ·
IJsland ·
Irak ·
Israël ·
Italië ·
Ivoorkust ·
Japan ·
Joegoslavië ·
Kazachstan ·
Kroatië · 
Letland ·
Litouwen ·
Luxemburg ·
Malta ·
Marokko ·
Mexico ·
Montenegro · 
Nederland ·
Noord-Ierland ·
Noord-Macedonië ·
Noorwegen ·
Oekraïne ·
Oostenrijk ·
Panama · 
Paraguay ·
Peru ·
Polen ·
Portugal ·
Qatar ·
Roemenië ·
Rusland ·
San Marino ·
Saoedi-Arabië ·
Schotland ·
Servië ·
Servië en Montenegro ·
Slovenië ·
Slowakije ·
Sovjet-Unie ·
Spanje ·
Tsjechië ·
Tsjecho-Slowakije ·
Tunesië · 
Turkije · 
Uruguay · 
Verenigde Staten · 
Wales · 
Wit-Rusland ·
Zambia · 
Zuid-Korea · 
Zweden · 
Zwitserland
Algerije (2014) ·
Argentinië (2014) · 
Brazilië (2018) · 
Canada (2022) · 
Denemarken (2021) · 
Engeland (2018, 1) · 
Engeland (2018, 2) · 
Finland (2021) · 
Frankrijk (1904) ·
Frankrijk (2018) · 
Ierland (2016) · 
Italië (2016) · 
Italië (2021) · 
Japan (2018) · 
Kroatië (2022) · 
Marokko (2022) · 
Nederland (1985) · 
Panama (2018) ·
Polen (1982) · 
Portugal (2021) · 
Rusland (2014) · 
Rusland (2021) · 
Sovjet-Unie (1982) · 
Tunesië (2018) · 
Verenigde Staten (2014) ·
West-Duitsland (1980) · 
Zuid-Korea (2014)